# جرالد سید
جرالد سید (انگلیسی: Gérald Cid؛ زادهٔ ۱۷ فوریهٔ ۱۹۸۳) بازیکن فوتبال اهل فرانسه است.
از باشگاه‌هایی که در آن بازی کرده‌است می‌توان به باشگاه فوتبال بوردو، باشگاه فوتبال بولتون واندررز، و باشگاه فوتبال نیس اشاره کرد.